# Human Trafficking
Human Trafficking (no Brasil: Tráfico Humano) é uma minissérie televisiva  estadunidense-canadense sobre uma agente de imigração e fiscalização alfandegária que se disfarça para impedir uma organização criminosa de traficar pessoas e mostra as lutas de três mulheres traficadas. A minissérie de duas partes estreou nos Estados Unidos na Lifetime Television em 24 e 25 de outubro de 2005 e foi transmitida no Canadá pela Citytv nos dias 2 e 3 de janeiro de 2006. É estrelada por Mira Sorvino, Donald Sutherland, Rémy Girard e Robert Carlyle.

## Sinopse
Sergei Karpovich  (Robert Carlyle) controla uma rede de prostituição que sequestra mulheres jovens de todo o mundo. A organização criminosa usa sites e outros meios de comunicações, gerência uma "agência de modelos" onde escolhe meninas para exploração sexual. Alguns acreditam que as jovens deixam seu país para se tornarem modelos, mas são sequestradas e abusadas. Em Nova York, Kate Morozov (Mira Sorvino), uma policial disposta a enfrentar tudo e todos para prender Sergei, investiga a quadrilha para acabar com o tráfico humano, ajudada por Bill Meehan (Donald Sutherland), oficial de imigração e alfândega.

## Elenco
- Mira Sorvino – Agente Kate Morozov / Katya Morozova
- Donald Sutherland – Agente Bill Meehan
- Robert Carlyle – Sergei Karpovich
- Rémy Girard – Viktor Taganov
- Isabelle Blais – Helena Votrubova
- Laurence Leboeuf – Nadya Taganova
- Vlasta Vrána – Tommy
- Céline Bonnier – Sophie
- Mark Antony Krupa – Andrej
- Lynne Adams – Ellen Baker
- David Boutin – Frederick
- Emma Campbell – Samantha Gray
- Sarah-Jeanne Labrosse – Annie Gray
- Michael Sorvino – Misha Morozov
- Morgane Slemp - Susan
- Anna Hopkins – Katerina
- Dawn Ford - Viktoria Votrubova